# Mitt stora feta grekiska bröllop
Mitt stora feta grekiska bröllop (engelska: My Big Fat Greek Wedding) är en amerikansk/kanadensisk komedi från 2002 regisserad av Joel Zwick med Nia Vardalos i huvudrollen. Filmen hade Sverigepremiär den 25 december 2002.

## Handling
Amerikansk-grekiska kvinnan Toula Portokalos (Nia Vardalos) är 30 år och fortfarande ogift - trots familjens påtryckningar. En dag träffar hon Ian Miller (John Corbett) och blir förälskad. Detta är dock potentiellt ett problem för Toula, eftersom Ian är en "White Anglo-Saxon Protestant". Nu måste bara Toula och Ian lyckas få Toulas familj att acceptera att deras dotter vill gifta sig med en man som inte är grek.

## Om filmen
Filmens budget var runt $5 miljoner. I USA släpptes filmen först i ett begränsat antal biografer och klättrade på biotoppen. Efter ett år hade den sålt biljetter för drygt $241 miljoner i USA. Det är den film som dragit in mest pengar utan att ha legat etta på biotoppen i USA.
Den nominerades till en Oscar för Bästa originalmanus.

## Rollista (i urval)
- Nia Vardalos - Toula Portokalos
- Michael Constantine - Gus Portokalos
- John Corbett - Ian Miller
- Christina Eleusiniotis - Toula (6 år)
- Kaylee Vieira - Schoolgirl
- John Kalangis - Greek Teacher
- Lainie Kazan - Maria Portokalos